# الباطنية في ألمانيا والنمسا
تقدم هذه المقالة نظرة عامة على الحركات الباطنية في ألمانيا والنمسا بين عامي 1880 و1945، حيث تقدم الفلسفة والأنثروبولوجيا وعلم الفلسفة، من بين أمور أخرى، ضد تأثيرات الباطنية الأوروبية السابقة.

## التأثيرات قبل 1880

### فرسان الهيكل والتنجيم
فرسان الهيكل الذي تم تأسيسه في حوالي عام 1119، بمثابة أمر عسكري صليبي، وفي بعض الوقت، أنشأ شبكات مالية في جميع أنحاء النصرانية. في عام 1307، شن الملك فيليب الرابع ملك فرنسا «حملة افتراء»  لتجريده من نفوذه الاقتصادي والسياسي. تم اتهام فرسان الهيكل بالممارسات الشيطانية والانحرافات والتجديف وقمعهم بلا رحمة؛ تم حرق قادتها في 18 مارس 1314. أدت ظروف قمعهم إلى ظهور الأساطير المحيطة بفرسان الهيكل. في ألمانيا، «حيث كان نمو طقوس الماسونية المنحرفة أكبر،»  تم اعتماد تراث تمبلر من أجل الماسونية غير النظامية. (تأسست الماسونية رسميا في إنجلترا عام 1717). أدى كل ذلك إلى الاختفاء المفاجئ لشريحة واسعة من المجتمع الأوروبي مؤديا بذلك إلى انتشار الأقاويل والأساطير حول ماهية وكينونة التنظيم والتي أدت بدورها إلى بقاء اسم فرسان الهيكل حياً حتى اليوم.
في عام 1775 أسس البارون غوثلف فون هوند (1722-1776) وسام الاحترام الصارم، مدعيا بحيازة وثائق تيمبلار السرية التي يُزعم أنها تثبت أن أمره يمثل الخلافة القانونية لفرسان المعبد.

## إحياء الغيبيات الألمانية، 1880-1910

### التصوف
تم تأسيس أول جمعية ألمانية فلسفية في يوليو عام 1884، برئاسة فيلهلم هوب-شلايدن،   القومي الألماني المحافظ الذي تحول إلى باحث روحي سعى إلى تأسيس ثيوصوفيا على أساس «علمي». بين عامي 1886 و1895 نشرت Hübbe-Schleiden المجلة الشهرية Die Sphinx.  في فيينا، تم تأسيس مجتمع ثيوصوفي في عام 1887، وكان رئيسها فريدريش إيكشتاين.  من بين دائرته في هذا الوقت فرانز هارتمان، قائد العمل الثيوصوفي الذي أكد على التجربة الروحية الشخصية، والشاب رودولف شتاينر كانوا أعضاء. تأسست الجمعية الألمانية الثيوصوفية، باعتبارها فرعًا من جماعة الإخوان الثيوصوفية الفلسفية الدولية، عام 1896 عندما سافر اللاهوتيون الأمريكيون حول ويليام كوان جادج، وكاثرين تينغلي، وإيه تي هارجروف، وCF رايت عبر أوروبا. كان رئيسها فرانز هارتمان، الذي أسس أيضًا ديرًا ثيولوجيًا في أسكونا في عام 1889. كانت لوتسبلوتن (لوتس بلوزومز، 1892-1900) أول منشور ألماني يستخدم الصليب المعقوف الثيوصوفي على غلافه.
قدم مثال هارتمان الدافع لبول زيلمان لتأسيس Metaphysische Rundschau (الميتافيزيقال ريفيو) في عام 1896. 

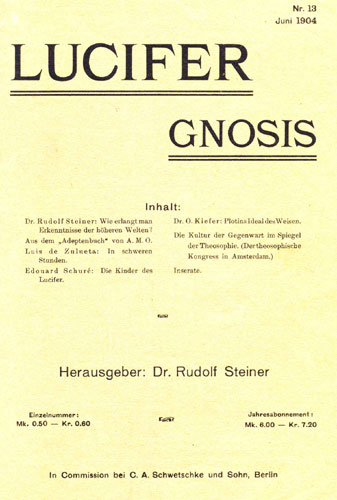
غلاف طبعة يونيو 1904 من إبليس غنوص

تم تعيين رودولف شتاينر في منصب الأمين العام للجمعية اللاهوتية الألمانية في عام 1902.  كان شتاينر، الذي كان يسعى إلى تطوير مسار مقصور على فئة معينة مناسب للعصر الحديث، والالتزام الثابت بالمنهجية العلمية، موجهاً نحو إيقاظ التجارب الروحية لدى كل فرد بدلاً من الاعتماد على السلطات أو غورون.  نشر لوزيفر في برلين من 1903 إلى 1908.
في فيينا، كانت هناك أيضًا جمعية للسحر، مرتبطة بشخص يدعى فيليب ماسشلوفسكي.  من عام 1903، نشر دورية تُدعى Die Gnosis، استوعبتها لاحقًا مجلة Luzifer من رودولف شتاينر، وسُميت باسم Lucifer-Gnosis.
«ربما كانت الرغبة في مواجهة تأثير شتاينر في الثقافة الفرعية الغامضة التي دفعت هارتمان إلى تشجيع نشر العديد من الدوريات الجديدة.»  تم تأسيس دار النشر الفلسفية على يد هوغو فولراث في لايبزيغ في عام 1906. من بين المجلات المنشورة كان هناك برانا (1909-1919)، التي تم تحريرها في البداية من قبل كارل براندلر-برشت وقام بتحريرها لاحقًا يوهانس بالزلي. قبل ذلك، كان ناشر يحمل اسم فيلهلم فريدريش قد نشر بالفعل أعمال هارتمان وهوب-شلايدن، فضلاً عن ترجمات للثيوصوفيين الإنجليز في لايبزيغ. نشر فيلهلم فريدريش أيضًا أعمال غامضة لماكس فرديناند سيبالدت فون ويرث (1859-1916). في البداية، تعاون هذا المؤلف مع موريتز فون إجيدي  في مجلة Das angewande Christentum (المسيحية التطبيقية)، لكنه كتب لاحقًا مجلدات عن «الدين الجنسي للآريين»، وبالتالي، في رأي جودريك كلارك، توقع الفلسفة.

### علم طبائع البشر
من عام 1907 (على الأكثر)، ازدادت التوترات بين رودولف شتاينر والجمعية الثيوصوفية. في عام 1912، انفصل رودولف شتاينر لتأسيس علم طبائع البشر. كان هناك سببان؛ لطالما كان توجّه شتاينر الأوروبي والمسيحي متميزًا عن الاهتمام الهندوسي للمذهبين الثوريين تحت قيادة آني بيسانت.  أكثر فورا، نأى بنفسه علنا شتاينر من تعزيز بيسانت من جدو كريشنامورتي باعتباره الجديد المفترض المسيح. أسس شتاينر ومجموعة من الفلاسفة الألمان البارزين رسميًا الجمعية الأنثروبولوجية في ديسمبر عام 1913، وكانت الغالبية العظمى من العضوية الألمانية في الجمعية الثيوصوفية تتبعهم في المجموعة الجديدة؛ تم استبعاد الانفصالات من المجتمع الثيوصوفي في يناير 1914.

### Guido von List وJörg Lanz von Liebenfels
كان يعيش في فيينا، غيدو (فون) لست (1848-1919) نشط كصحفي وكاتب. بعد أن تحول إلى الباطنية، أصبح أول مؤلف شعبي يجمع بين أيديولوجية فولكيش والسحر والتنجيم في نوع من العقيدة الباطنية التي تسمى الآن جماعيا «التصوف الجرماني».

## الباطنية في ألمانيا النازية

### حركة الإيمان الألمانية
قامت حركة الإيمان الألمانية بقيادة جاكوب فيلهلم هاور خلال 1933-1945 بنشر الابتعاد عن المسيحية نحو «دين الآريين الشمالي» المستوحى جزئياً من الهندوسية.

### قمع الماسونية والباطنية
بلغ قمع الماسونية في ألمانيا النازية أيضًا مستوى الاضطهاد الصريح. وتشير التقديرات إلى أن ما بين 80,000 و200،000 الماسوني قتلوا في عهد النظام النازي. تأسس نزل Liberté chérie في معسكر اعتقال. تم إرسال الماسونيين، الذين تم إرسالهم إلى معسكرات الاعتقال، هناك كسجناء سياسيين، وبالتالي أجبروا على ارتداء مثلث أحمر مقلوب. (انظر: شارات معسكر الاعتقال النازي)
داخل الإيديولوجية النازية زعم أن الماسونية كانت جزءًا من «المؤامرة اليهودية». نظرًا لأن العديد من المجموعات الباطنية كانت تحاكي بنية النزل في الماسونية، فقد تم «القبض عليهم في القانون الوطني الاشتراكي المناهض للماسونية لعام 1935». حتى «وسام الكهنة الألماني» تم إغلاقه، «احتجاجًا على أنه لم يكن الماسونيين بل كهنة ألمان». في سيرتها الذاتية لريتشارد فالتر داري، تشير المؤرخة آنا برامويل أيضًا إلى أن مجتمعًا سريًا يدعى «نظام سكالد» تم حظره من قبل النازيين بعد عام 1933 بسبب طبيعته المزعومة. شغل العديد من أعضاء سكالد مكتبًا في الرايخ الثالث، بمن فيهم الدكتور لودولف هاسي (مؤسس عضو في سكالد) وهربرت باك وتيو جروس؛ تعرض الجميع للتحقيق السري، على الرغم من أن باك قد أخلى هايدريش من ولائه من فراش الموت.
ليس واضحًا ما إذا كانت الإيديولوجية النازية لها رؤية خاصة فيما يتعلق بالعقائد الباطنية المختلفة (إلى جانب الخلط بينها وبين الماسونية). فيما يتعلق بالأنثروبولوجيا، وهو كتاب ندد عنوانه رودولف شتاينر بالاحتيال (شويندلر) ونبي مزيف نشره غريغور شوارتز - بوستونتش في عام 1930. كان شوارتز - بوستونيتش «عالم أنثروبولوجيا متحمسًا» منذ عام 1923، لكنه كان مستاءً من عام 1929 وانضم لاحقًا إلى قوات الأمن الخاصة.
تم اعتراض علم التنجيم رسمياً في ألمانيا النازية بعد عام 1938. ومع ذلك، كان النازيون المتعاطفين يكتبون تفسيرات إيجابية لنوستراداموس للحرب النفسية، وفي أواخر عام 1936 أرسل هتلر شخصيًا برقية تحية إلى مؤتمر المنجمين الدولي الذي عقد في دوسلدورف.
لم يكن التركيز الكامل للدولة موجهًا للجماعات الدينية حتى 9 يونيو 1941  عندما قام راينهارد هايدريش، رئيس شرطة الأمن، بمنع منظمات النزل والجماعات الباطنية في أعقاب رحلة رودولف هيس إلى اسكتلندا، تم جذبها وتأثرها بنظريات الزراعة بيوديناميكية لرودولف شتاينر والأنثروبولوجيا. ومع ذلك، فإن قمع المنظمات الباطنية بدأ بعد فترة وجيزة من حصول النازيين على السلطة الحكومية. تشير الدكتورة آنا برامويل إلى أن «العنصريين المجهولين تم حظرهم منذ عام 1934».
زُعم أن الساحر المسرحي وفرونتس باردون جذب انتباه أدولف هتلر «مثل غيره من العمال من أجل النور»، وسُجن في معسكر اعتقال لمدة ثلاثة أشهر ونصف في عام 1945.

### الباطنيون في ألمانيا النازية
| - Karl Spiesberger - Ludwig Straniak - Wilhelm Wulff - A. Frank Glahn | - كارل ماريا ويليجوت - كارل رايشنباخ - Hellmut Wolff - Karl Ernst Krafft |

## بعد عام 1945
بخلاف علم التنجيم الغربي الشهير، هناك أيضًا مدرسة فكرية بخصوص علم التنجيم الروني الجرماني واستخدامت في العرافة ضمن التقاليد الشمالية لهيثانية.
واصل أعمال فريدريش بيرنهارد ماربى رودولف أرنولد سبيث، الذي نشر أيضًا أحد أعماله بعد وفاته.
إحياء للNeopaganism في ألمانيا والنمسا بدأت في السبعينات. منذ الثمانينيات من القرن الماضي، سيطرت التوفيقية العامة للعصر الجديد على تطوّرها في الولايات المتحدة.